# Missile Defense Agency
Die Missile Defense Agency (MDA; deutsch: Raketenabwehramt) ist eine Abteilung des US-amerikanischen Verteidigungsministeriums. Die MDA ist federführend verantwortlich für die Entwicklung eines Verteidigungssystems gegen ballistische Raketen auf mehreren Ebenen, die so genannte National Missile Defense.

## Ziel der Mission
“The Missile Defense Agency’s mission is to develop, test and prepare for deployment of a missile defense system. Using complementary interceptors, land-, sea-, air- and space-based sensors, and battle management command and control systems, the planned missile defense system will be able to engage all classes and ranges of ballistic missile threats. Our programmatic strategy is to develop, rigorously test, and continuously evaluate production, deployment and operational alternatives for the ballistic missile defense system. Missile defense systems being developed and tested by MDA are primarily based on hit-to-kill technology. It has been described as hitting a bullet with a bullet – a capability that has been successfully demonstrated in test after test.”

„Die Aufgabe der Missile Defense Agency ist die Entwicklung, der Test und die Vorbereitung der Stationierung eines Raketenabwehrsystems. Durch die Verwendung komplementärer Abfangsysteme, Land-, See-, Luft- sowie Weltall-gestützter Sensoren und Befehls- sowie Kontrollsysteme für das Management des Kampfgeschehens wird das geplante Raketenabwehrsystem in der Lage sein, gegen die Bedrohungen durch alle Klassen und Reichweiten von ballistischen Raketen vorzugehen. Die Strategie unseres Programms ist die Entwicklung, der eingehende Test und die kontinuierliche Überprüfung der Produktion, die Stationierung und von operativen Alternativen für das Abwehrsystem gegen ballistische Raketen. Die Raketenabwehrsysteme, die von der MDA entwickelt und getestet werden, basieren zuvörderst auf der Hit-To-Kill-Technologie. Diese kann als das Treffen einer Kugel mit einer Kugel beschrieben werden – eine Fähigkeit, die von Test zu Test immer wieder erfolgreich demonstriert wurde.“

Die MDA unterteilt die Wurfparabel, also die Flugbahn, die eine ballistische Rakete beschreibt, in vier benannte Phasen: Boost phase (Startphase mit aktivierten Triebwerken und noch vorhandenem Treibstoff), ascent phase (antriebslose Aufstiegsphase nach Verbrauch des Treibstoffs), mid-course phase (mittlere Phase um den Scheitelpunkt der ballistischen Flugbahn) und terminal phase (Anflugphase). Jede dieser Phasen korrespondiert mit einem unterschiedlichen Grad der Bedrohung während des Flugs einer ballistischen Rakete. Jede Phase besitzt Vor- und Nachteile für ein Raketenabwehrsystems, so dass man durch ein mehrschichtiges Verteidigungskonzept die Effektivität erhöhen will.

## Abwehr in der Startphase

### Kinetic Energy Interceptor (KEI)
Ein Abfangsystem auf Basis kinetischer Energie. Im Dezember 2003 beauftragte die MDA das Unternehmen Northrop Grumman mit der Entwicklung und dem Test derartiger Systeme, die gegebenenfalls auch in der Flugphase zum Einsatz kommen könnten. Der KEI wird von einer Position aus gestartet, die sich nicht weit von der Startposition der Zielrakete befindet; er ist somit weniger geeignet beim Einsatz gegen größere Länder. Es muss sehr kurz nach dem Start des Ziels abgefeuert werden und eine hohe Geschwindigkeit besitzen (ca. 6 km/s).

### Airborne Laser
Dabei handelt es sich um ein luftgestütztes (Basis: Boeing YAL-1) Lasersystem, das entweder den Sprengkopf selbst oder den Antrieb der Rakete deaktivieren kann. Bei letzterer Version besteht das Risiko eines „shortfall“, d. h. die Rakete könnte zwischen Start- und Zielpunkt auf die Erde zurückfallen und dort u. U. beträchtliche Schäden anrichten.

## Mid-course-Abwehr

### Ground Based Midcourse Defense System (GMD)
Ein am Boden stationiertes Flugabwehrsystem für die mittlere Flugphase: Ein bodengestütztes Flugabwehrsystem besteht aus einer Booster-Rakete und einem sogenannten kinetischen exoatmosphärischen Kill Vehicle (EKV).

### Aegis Ballistic Missile Defense System (Aegis BMD)
Ein ballistisches Raketen-Abwehrsystem: Bestehend aus einer Rakete Standard Missile 3 mit einem leichtgewichtigen exoatmosphärischen Projektil (LEAP) mit kinetischem Gefechtskopf. Die Starteinrichtungen sind vorrangig Schiffe mit dem Aegis Ballistic Missile Defense System sowie die wenigen landgestützten Aegis Ashore Missile Defense Systems.
Ein wichtiger Aspekt in dieser Phase ist die Unterscheidung zwischen tatsächlichen Sprengköpfen und Attrappen.

## Abwehr in überschallschneller Gleitphase
Für den Einsatz vom Wasser aus wird die Abwehr von hyperschallschnellen Gleitflugkörpern und Marschflugkörpern von der Missile Defense Agency mit Stand 2022 durch Weiterentwicklung der Abfangrakete Standard ERAM (SM-6) zum Glide Phase Inceptor und durch Einbindung in das Aegis Ballistic Missile Defense System ab der Systemversion Baseline 9 vorangetrieben.:9–10
Für den Einsatz an Land entwickelt in den 2020er Jahren das United States Army Futures Command der United States Army eine vergleichbare Abwehrfähigkeit.

## Abwehr in der Wiedereintrittsphase

### Terminal High Altitude Area Defense (THAAD)
Ein Abwehrsystem, das während der letzten Phase des Anflugs zum Einsatz kommen soll und mittels einer eigenen Rakete das feindliche Projektil durch Kollision (also durch die Aufprallwucht) abwehren soll.

### PATRIOT Advanced Capability-3 (PAC-3)
Ein ähnliches Abwehrsystem wie THAAD, mit dem Unterschied, dass hierbei die feindliche Rakete durch eine Explosion zerstört werden soll.

### Arrow Missile
Ein Gemeinschaftsprojekt der USA und Israels, das in der Lage sein soll, feindliche Raketen bereits in der Stratosphäre abzufangen.

### Medium Extended Air Defense System (MEADS)
Ein Gemeinschaftsprojekt des US-Verteidigungsministeriums, Deutschlands und Italiens, welches das veraltete Patriot-Abwehrsystem ersetzen soll.
Nicht alle Alliierten der Vereinigten Staaten heißen diese Pläne gut. So kündigte Kanada im Februar 2005 an, nicht am Verteidigungssystem der Vereinigten Staaten gegen ballistische Raketen mitwirken zu wollen. Das ist aufgrund der Größe und der Lage des Landes von erheblicher strategischer Bedeutung, so können dort nun doch nicht – wie ursprünglich beabsichtigt – entsprechende Abwehreinrichtungen der NMD installiert werden.

## Direktoren
| Nr.                                       | Photo                                     | Name                                                          | Beginn                                    | Ende                                      | Teilstreitkraft                           |
| Strategic Defense Initiative Organization | Strategic Defense Initiative Organization | Strategic Defense Initiative Organization                     | Strategic Defense Initiative Organization | Strategic Defense Initiative Organization | Strategic Defense Initiative Organization |
| ----------------------------------------- | ----------------------------------------- | ------------------------------------------------------------- | ----------------------------------------- | ----------------------------------------- | ----------------------------------------- |
| 1                                         |                                           | Lieutenant General James A. Abrahamson                        | 27. März 1984                             | 31. Januar 1989                           |                                           |
| 2                                         |                                           | Lieutenant General George L. Monahan Jr.                      | 1. Februar 1989                           | 30. Juni 1990                             |                                           |
| 3                                         |                                           | Botschafter Henry F. Cooper                                   | 10. Juli 1990                             | 20. Januar 1993                           |                                           |
| Ballistic Missile Defense Organization    |                                           |                                                               |                                           |                                           |                                           |
| 4                                         |                                           | Lieutenant General Malcolm R. O’Neill                         | 22. November 1993                         | 1. August 1996                            |                                           |
| 5                                         |                                           | Lieutenant General Lester L. Lyles                            | 1. August 1996                            | 28. Mai 1999                              |                                           |
| Missile Defense Agency                    |                                           |                                                               |                                           |                                           |                                           |
| 6                                         |                                           | Lieutenant General Ronald T. Kadish                           | 14. Juni 1999                             | 2. Juli 2004                              |                                           |
| 7                                         |                                           | Lieutenant General Henry A. Obering III                       | 2. Juli 2004                              | 21. November 2008                         |                                           |
| 8                                         |                                           | Lieutenant General Patrick J. O’Reilly                        | 21. November 2008                         | 19. November 2012                         |                                           |
| 9                                         |                                           | Vice Admiral James D. Syring                                  | 19. November 2012                         | 16. Juni 2017                             |                                           |
| 10                                        |                                           | Lieutenant General Samuel A. Greaves                          | 16. Juni 2017                             | 31. Mai 2019                              |                                           |
| 11                                        |                                           | Vice Admiral Jon A. Hill                                      | 31. Mai 2019                              | 31. Juli 2023                             |                                           |
| –                                         |                                           | Rear Admiral (lower half) Douglas L. Williams (kommissarisch) | 1. August 2023                            |                                           |                                           |